# Bökegyl (Kyrkhults socken, Blekinge)
Bökegyl är en sjö i Osby kommun i Skåne och Olofströms kommun i Blekinge och ingår i Skräbeåns huvudavrinningsområde. En smal kil av Olofströms kommun går från sydost ut till mitten av den lilla sjön. 